# Campagne de la piste Kokoda
Seconde Guerre mondiale
Batailles
- Buna-Gona
- Kokoda
- Isurava
- 1re Ruisseau Eora – Traversée de Templeton
- Efogi
- Ioribaiwa
- 2e Ruisseau Eora – Traversée de Templeton
- Oivi-Gorari
- Logistique alliée

- Rabaul
- 1re Salamaua-Lae
- Mer de Corail
- Piste Kokoda
- Baie de Milne
- Goodenough
- Buna-Gona-Sanananda
- Lilliput
- Merauke

- Wau
- Mer de Bismarck
- I-Go
- 2e Salamaua-Lae
- Chronicle
- Monts Finisterre
- Bougainville
- Bombardement de Wewak
- Péninsule de Huon
- Nouvelle-Bretagne
- Bombardement de Rabaul

- Neutralisation de Rabaul
- Îles de l'Amirauté
- Emirau
- Take Ichi
- Nouvelle-Guinée occidentale

La campagne de la piste Kokoda désigne une série d'actions ayant opposé l'Australie au Japon le long de la piste Kokoda durant la campagne de Nouvelle-Guinée lors de la guerre du Pacifique.
Les projets visant à se servir de Port Moresby comme tête de pont pour une éventuelle invasion de l'Australie ont été abandonnés par le commandement japonais en février 1942. L'état-major avait désormais pour objectif de prendre Port Moresby afin d'isoler l'Australie de ses alliés américains en prenant le contrôle d'une large route maritime reliant l'océan Pacifique à l'océan Indien, empêchant la traversée des navires de transport de marchandises y transitant.
Voulant initialement prendre le contrôle de la région en y engageant un assaut amphibie, ces projets ont été abandonnés par le commandement japonais après leur maigre victoire navale lors de la bataille de la Mer de Corail.
Il ne restait donc comme option valable qu'un assaut terrestre mené par leurs garnisons situées au nord et qui venaient d'établir des têtes de pont dans le secteur de Buna et de Gona, dans le Territoire de Nouvelle-Guinée, en ayant à traverser la chaîne Owen Stanley pour pouvoir rejoindre Port-Moresby.
La piste Kokoda était la principale piste traversant ces zones de montagnes abruptes, couvertes de forêts denses, et son contrôle s'est donc avéré capital pour les deux belligérants.

## La bataille

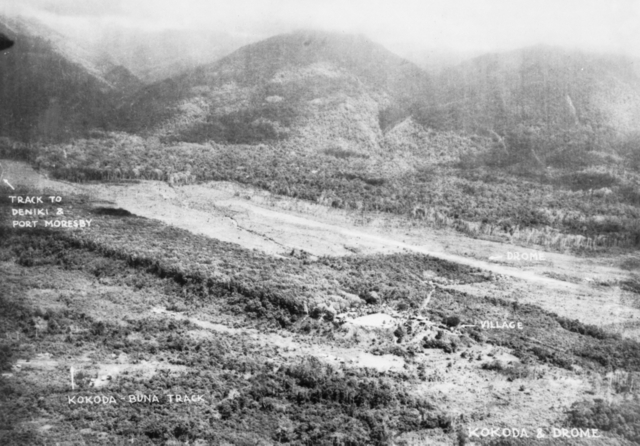
L'aérodrome de Kokoda en juillet 1942.

Les premières escarmouches ont eu lieu le 23 juillet 1942 au nord-est du village de Kokoda, le long de la rivière Kumusi. La soixantaine de défenseurs australiens dans la zone, dominée par plus de 500 soldats japonais, est forcée d'entamer une retraite en essayant de retarder au maximum l'avance de l'armée impériale vers l'aérodrome de Kokoda.
Des renforts australiens arrivent par avion le 26 juillet, portant à 77 hommes les défenseurs de Kokoda, mal équipés et mal entraînés, mais qui opposent le 29 juillet une vive résistance aux troupes japonaises lorsqu'elles lancent leur assaut vers l'aérodrome, qui est néanmoins pris le jour même.
L'aérodrome perdu, le seul moyen pour les Australiens d'envoyer des hommes pour ralentir l'avancée japonaise vers Port-Moresby se fait par voie terrestre, le long de la piste Kokoda, aidés par des indigènes papous qui leur servent de porteurs ou de guides. Cette piste se transforme bientôt en une mer de boue.

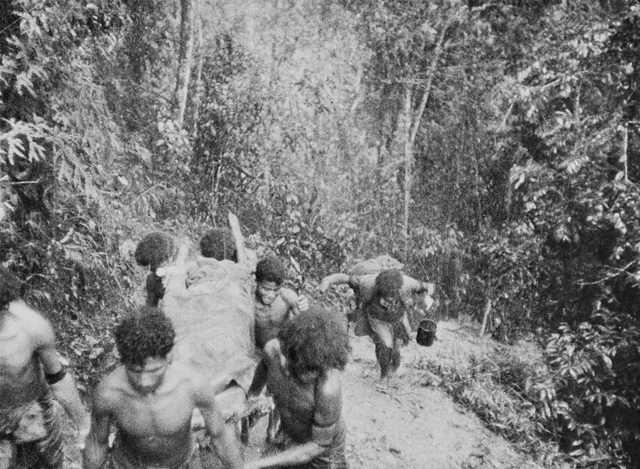
Indigènes papous transportant des blessés australiens en août 1942.

Se regroupant près de la localité de Deniki, les forces australiennes, d'environ 530 hommes désormais, lancent un assaut depuis le sud pour tenter de reprendre l'aérodrome de Kokoda le 8 août 1942. Incapables de percer les lignes japonaises qui reçoivent constamment des renforts et commencent à lancer des contre-attaques au cours de combats bien souvent au corps-à-corps, le commandement australien décide le 9 août 1942 une retraite générale, craignant de voir ses unités contournées par le flanc et annihilées.
Les troupes australiennes entament alors par étapes une longue retraite de 100 kilomètres vers le sud. Bien que renforcées jour après jour mais toujours dominées en nombre, les actions qu'elles peuvent tenter n'ont pour effet que de ralentir l'avancée ennemie.
Le général Horii reçoit le 21 août un renfort de 8 000 soldats, 3 000 hommes du génie et 450 marines. Il dirige les troupes qui franchissent la chaîne de montagne Owen Stanley, puis rejoint Deniki où commence l'expédition. Ses forces disposent de deux mortiers de 70 mm assez légers pour être transportés à dos d'homme, qui lui donnent un avantage, et sont bien entraînées au combat de nuit et sous la pluie dans la jungle.

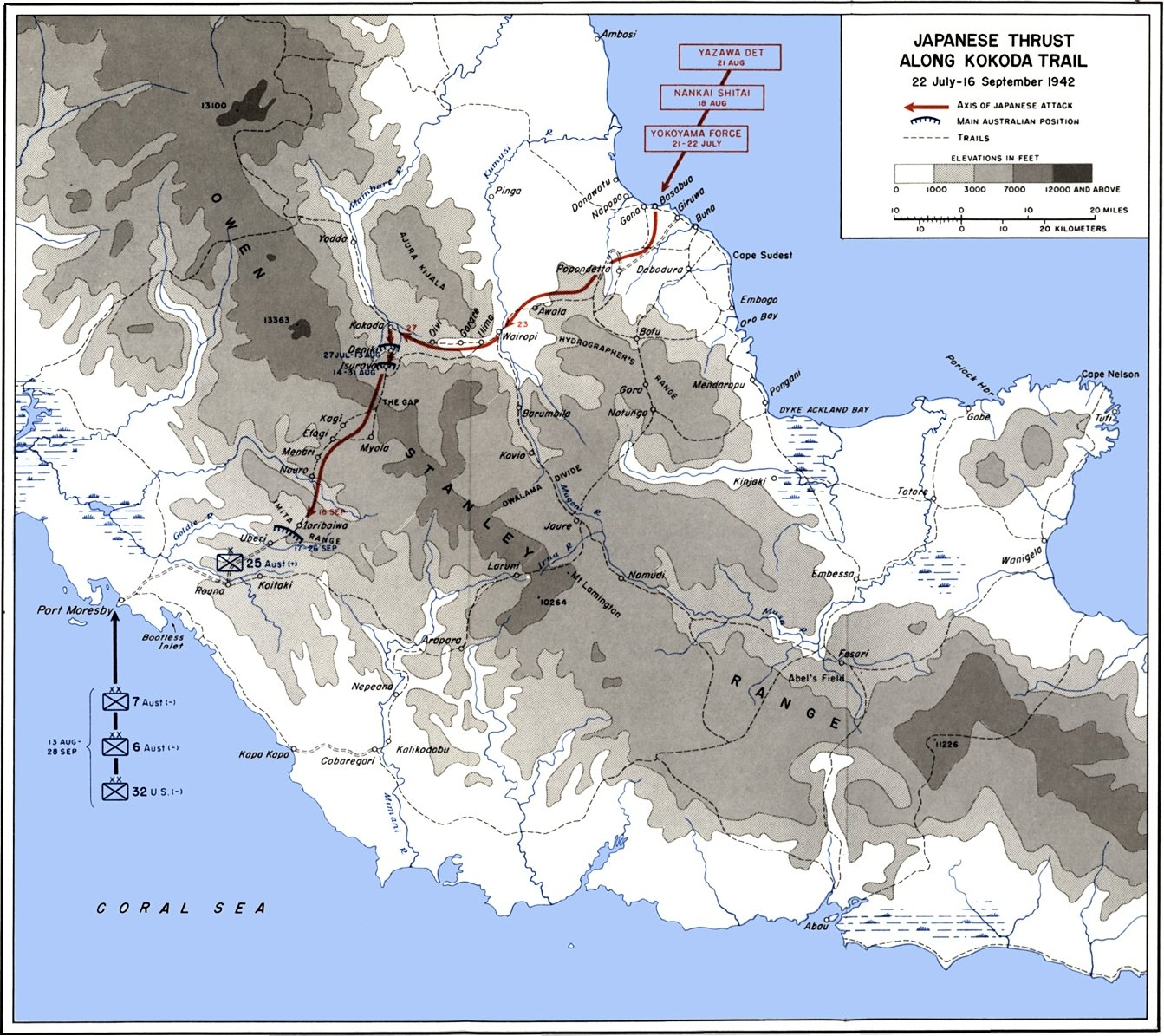
Carte de l'avancée japonaise sur la piste Kokoda du 22 juillet au 16 septembre 1942.

Le 15 septembre, à 45 kilomètres au nord-est de Port-Moresby sur Ioribaiwa Ridge, les deux armées s'apprêtent à livrer une bataille d'envergure qui sera probablement décisive. Mais le 24 septembre, le commandement japonais donne l'ordre à ses troupes de se retirer vers Buna et Gona, en vue de soutenir les unités engagées face aux Américains à Guadalcanal.
Le général Horii avait ordre de n'attaquer Port Moresby que lorsque le débarquement par mer serait commencé, mais ce dernier n'aura jamais lieu. Dès le 17 septembre, le ravitaillement n'arrive plus en raison de la domination aérienne des Américains ; les troupes japonaises doivent survivre en mangeant herbes et racines. L'ordre de retraite arrive le 24 septembre ; les soldats japonais, formés à ne jamais reculer, fuient en désordre une fois leur stupeur passée, chacun cherchant à aller plus vite que ses camarades. Les « hommes de la montagne » parviennent à la rivière Kumusi en loques, enveloppés dans des sacs de riz, pieds nus, leurs estomacs détruits par ce qu'ils avaient mangé ; peu arrivent à survivre dans les hôpitaux. Ainsi se termine en tragédie cette marche pour franchir la chaîne Owen Stanley. 
Les rôles s'inversant au début du mois d'octobre, les Australiens lancent une offensive pour pourchasser les Japonais en retraite vers le nord et qui opposent une résistance déterminée. Le village de Kokoda et son aérodrome sont repris le 2 novembre.
Les Australiens sont rejoints le 25 novembre 1942 par des unités américaines du 123e régiment de la 32e division d'infanterie, leurs soldats exténués et atteints pour presque les deux tiers d'entre eux de maladies tropicales. Partis de l'ouest le 14 octobre pour tenter de couper par le flanc l'armée japonaise en retraite, ils avaient emprunté la piste Kapa Kapa (en), traversant elle aussi les monts Owen Stanley mais bien plus abrupte que celle de Kokoda. Au cours de leur marche de 42 jours, ils n'ont pas rencontré un seul soldat japonais.

## Conséquences
Cette bataille est la première de l'histoire où l'Australie a dû se battre pour sa propre sécurité.
Même s'il est apparu après guerre qu'une invasion de l'Australie par le Japon demeurait improbable, c'était un péril que le pays envisageait à l'époque, surtout si Port Moresby tombait aux mains des forces impériales, en cas de défaite sur la piste Kokoda. Les soldats australiens, qui n'étaient en fait pour la plupart que des miliciens peu entraînés, y ont démontré un esprit farouche dans la droite ligne de leurs aînés de l'ANZAC Corps, lors de la Première Guerre mondiale, contribuant à ancrer cette bataille dans l'inconscient collectif et dans l'histoire du pays.